# Zbigniew Oleśnicki
Zbigniew Oleśnicki (en latín, Sbigneus; (pronunciación en polaco: /ˈzbiɡɲɛf ɔlɛɕˈɲitskʲi/); 5 de diciembre de 1389-1 de abril de 1455) fue un clérigo católico de alto rango y un influyente estadista y diplomático polaco. Se desempeñó como obispo de Cracovia desde 1423 hasta su muerte en 1455. Participó en la gestión de los asuntos más importantes del país, inicialmente como secretario real bajo el rey Vladislao II y luego como regente efectivo durante la minoría del rey Vladislao III. En 1439 se convirtió en el primer cardenal polaco nativo.

## Biografía
Poco antes de su nacimiento, su padre, Jan Oleśnicki, fue enviado por el rey Vladislao II para servir como capitán de Vilna y traer allí un destacamento de caballeros. Al comienzo de la guerra civil lituana, la ciudad estaba bajo el gobierno del hermano del rey polaco, Skirgaila, y fue sitiada por las fuerzas combinadas de los paganos samogitios bajo el mando del primo y rival de Vladislao, Vitautas, y el ejército de la Orden Teutónica con sus cruzados invitados de Francia, Inglaterra y el Sacro Imperio Romano Germánico. Aparentemente tuvo éxito en su misión ya que, a pesar de los repetidos asedios, la Orden Teutónica nunca pudo tomar Vilna.
Su carrera fue acelerada por el rey Vladislao II como recompensa por salvar su vida en la batalla de Grunwald, por lo que participó en la gestión de los asuntos más importantes del país. Su influencia con el rey lo ayudó mucho a oponerse a los husitas, que se habían ganado el favor real. El 9 de julio de 1423, fue designado para la sede episcopal de Cracovia, y en 1433 fue enviado por el rey como legado al Concilio de Florencia, donde procuró estar en términos amistosos con ambas partes.
En la década de 1430 se opuso a Spytek III de Melsztyn en un conflicto que condujo a una guerra civil de corta duración y a la muerte de Spytek en 1439.
El 18 de diciembre de 1439, fue creado cardenal presbítero con la iglesia titular de Santa Prisca, por el papa Eugenio IV. El antipapa Félix V también lo nombró cardenal el 20 de enero de 1440. Como cardenal, su influencia en Polonia sólo fue superada por la del rey y, durante las frecuentes ausencias de Casimiro IV en Lituania, tramitó los asuntos del Estado.
Fue reconocido como uno de los dos magnates polacos más importantes de su época (el otro era el magnate pl). 
En 1449, tras la muerte del arzobispo de Gniezno y primado de Polonia Wincenty Kot, el cargo fue propuesto a Oleśnicki, pero este lo rechazó. Luego pasó a su rival político, el obispo Vladislao Oporowski. 
En su conducción de los asuntos de Polonia, Oleśnicki entretuvo sueños imperiales de gran alcance, que incluían una asimilación completa de Lituania al estado polaco y la conquista de Silesia del Reino de Bohemia. En particular, Oleśnicki persiguió la idea de una alianza cruzada con Hungría contra los turcos otomanos, con el objetivo final de extender las fronteras de Polonia hasta el Mar Negro. Esto se manifestó en la promoción de que Vladislao III tomara la corona húngara, a lo que algunos magnates polacos se opusieron firmemente. Sin embargo, todas estas aspiraciones quedaron en nada con la muerte del rey Vladislao en la batalla de Varna.[cita requerida]
Siendo un hombre de gran saber, avanzó en el estudio de las artes y las letras en todas las formas posibles, y la floreciente condición de la Universidad de Cracovia durante su episcopado se debe principalmente a sus esfuerzos.  El conocido cronista Jan Długosz fue su secretario.  Para reprimir la expansión del husitismo llamó a Juan de Capistrano (entonces en Breslavia) y a los minoritas a Cracovia.
De Capistrano, a quien invitó Oleśnicki, también era conocido por su celo antijudío, en el que participó en Polonia como en otros países. La propia intolerancia antijudía de Oleśnicki se manifestó en sus fuertes críticas a Casimiro IV por reafirmar en 1453 las medidas tolerantes hacia los judíos promulgadas por Casimiro III. Bajo la influencia de Oleśnicki, los estatutos de Nieszawa de 1454 incluyeron las disposiciones de que los derechos de los judíos se "restringirían cuando contradijeran el derecho canónico" y que los judíos polacos estarían obligados a usar ropa distintiva. Sin embargo, esto nunca se cumplió en la práctica.[cita requerida]